# Shirāli
Shirāli är en ort i Indien.   Den ligger i distriktet Uttar Kannada och delstaten Karnataka, i den sydvästra delen av landet, 1 600 km söder om huvudstaden New Delhi. Shirāli ligger 11 meter över havet och antalet invånare är 23 000.
Terrängen runt Shirāli är huvudsakligen platt, men åt nordost är den kuperad. Havet är nära Shirāli åt sydväst. Runt Shirāli är det tätbefolkat, med 476 invånare per kvadratkilometer. Närmaste större samhälle är Bhatkal, 5,7 km sydost om Shirāli. 